# FC Imabari
FC Imabari (japonsky FC今治) je japonský fotbalový klub z města Imabari hrající v J3 League. Klub byl založen v roce 1976. V roce 2020 se připojili do J.League, profesionální japonské fotbalové ligy. Svá domácí utkání hraje na Arigato Service Yume Stadium.